# Castilly
Castilly è un ex comune francese di 285 abitanti situato nel dipartimento del Calvados nella regione della Normandia. Dal 1º gennaio 2017 è stato incorporato con altri tre comuni nel comune di Isigny-sur-Mer.

## Società

### Evoluzione demografica
Abitanti censiti